# مصر للأسمنت – قنا
مصر للأسمنت – قنا شركة مساهمة مصرية أسست في 25 مايو 1997 برأسمال 600 مليون جنيه مصري، بغرض إنتاج الأسمنت بمختلف أنواعه، وغيره من المنتجات المتفرعة من صناعة الأسمنت أو المرتبطة بها. ساهم في تأسيس الشركة العديد من البنوك وشركات التأمين والاستثمار ورجال الأعمال. ويقع المركز الرئيسى والمصنع بمحافظة قنا، قفط، طريق القصير الكيلو ثمانية.